# 682

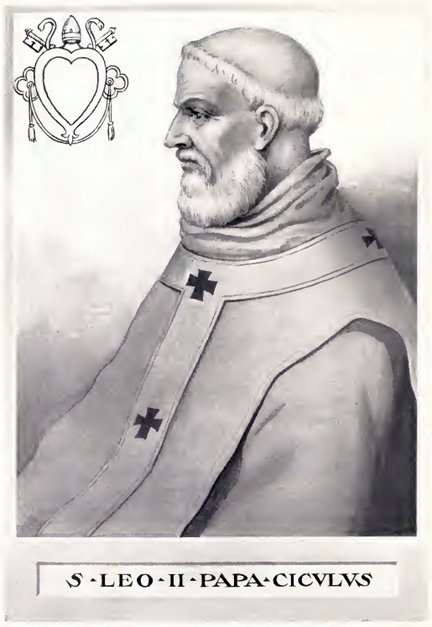
Paus Leo II (682-683)

Het jaar 682 is het 82e jaar in de 7e eeuw volgens de christelijke jaartelling.

## Gebeurtenissen

### Brittannië
- Koning Ecgfrith van Northumbria geeft Benedictus Biscop meer land bij Jarrow om een tweede klooster bij Wearmouth-Jarrow Abbey te bouwen. De 7-jarige Beda, toekomstig Angelsaksisch Bijbelgeleerde, wordt als leerling ingewijd.

### Europa
- Hofmeier Waratton van Neustrië en Bourgondië wordt door zijn zoon Ghislemar afgezet.

### Azië
- Het Rijk van de Göktürken in Centraal-Azië wordt herenigd onder leiding van Kutluk Ilteris Khan. Hij onderdrukt een opstand en sluit een bondgenootschap met de 16 rivaliserende stammen.

### Meso-Amerika
- Jasaw Chan K'awiil I (682-734) komt aan de macht in Tikal (huidige Guatemala), dat onder zijn bewind de belangrijkste Mayastad wordt.

## Religie
- 17 augustus - Paus Leo II (682-683) volgt Agatho op als de 80e paus van de Katholieke Kerk.

## Geboren
- Clovis IV, koning van de Franken (overleden 695)
- Omar II, Arabisch kalief (waarschijnlijke datum)

## Overleden
- Sun Simiao (99), Chinees geneeskundige